# Ducado de Vasconia
El ducado de Vasconia (en francés: duché de Gascogne, duché de Vasconie; en euskera: Baskoniako dukerria), transcrito también en latín como Dux Wasconiæ según las fuentes de la época, fue una entidad de la Alta Edad Media formada hacia 601-602 por los reyes francos merovingios sobre la base territorial de la circunscripción o ducatus de la provincia bajoimperial romana de Novempopulania, en la antigua provincia augustea de Gallia Aquitania, que se extendía desde el sur del curso bajo del río Garona hasta la vertiente continental de los Pirineos, siendo su primer titular el duce Genial de Vasconia hasta 627. 
Poblado principalmente por descendientes de los aquitanos, algunos historiadores modernos han postulado una emigración desde el territorio peninsular de los vascones desde el siglo II, mientras que otros hablan de una progresiva expansión de los vascones pirenaicos forzados por los enfrentamientos con los visigodos de Leovigildo en 581. No obstante, ambas teorías han sido rebatidas y no están apoyadas por evidencia histórica sólida. En la crónica sobre las incursiones vasconas cerca de Toulouse acaecidas en 587, por ejemplo, se afirma claramente que sus huestes se retiraron de nuevo a las montañas con esclavos y bienes. Por otra parte, en ningún momento se afirma que los habitantes de Novempopulania (hoy en día Gascuña) se levantasen para hacer frente a la marea vascona, más bien lo contrario. 
El ducado de Vasconia es un territorio fronterizo en el que habita un determinado pueblo, el vasco en este caso, el gobierno se asigna a un duque o caudillo, tal y como se entendía entonces la labor de los duques (véanse los sajones, frisios). Gozó de la autonomía característica que concedían los monarcas merovingios a los territorios gobernados por sus oficiales principales, hasta que el cambio a la dinastía carolingia cambie radicalmente la situación. Aquitania y Vasconia pierden su independencia en una guerra terrible que dura 10 años (760-769). A partir de 769, Vasconia encabezada por un duque propio llamado Lope II, logra separarse de Aquitania, pero va perdiendo soberanía ante el empuje colonizador y feudalizador de Carlomagno. Se crean varios condados asignados a representantes de confianza de Carlomagno: condado de Tolosa, condado de Fézensac, Burdeos (778) y a partir de 785, aparecen los condados pirenaicos asociados a Toulouse. En torno a 802, Carlomagno establece una marca fronteriza en los territorios conquistados a lo largo de toda la vertiente sur pirenaica tras la campaña de 778, aprovechando la defensa natural que dicha cordillera podía ofrecerle frente a futuras incursiones sarracenas, la llamada Marca Hispánica estaba compuesta inicialmente por 16 condados fuertemente militarizados, siendo los más relevantes: Sangüesa, Aragón, Sobrarbe, Pallars, Urgel y Barcelona, Pamplona no aparece como condado ya que tan pronto la ciudad fue dominada por los francos, la ciudad vascona logró su independencia separándose del imperio carolingio y surgiendo en 824 el Reino de Pamplona, estos condados fronterizos eran dirigidos por condes francos elegidos por el emperador, este sistema defensivo permitió establecer la frontera sur del imperio (límite del mundo cristiano) frente las ricas e insurrectas ciudades musulmanas al norte del Ebro (Marca superior de al-Ándalus), que se rebelaban constantemente contra la autoridad del Califato de Córdoba.   
Será en 824, tras la segunda batalla de Roncesvalles, cuando Navarra y los territorios vascones al sur del Pirineo se separan definitivamente del Ducado, e iniciando su propio recorrido como reino independiente. En 853, el duque de Vasconia jurará por última vez lealtad a un soberano carolingio, iniciando posteriormente una dinámica regional fuera de los poderes centrales carolingios. Los títulos de duque de Vasconia y Aquitania se reunieron definitivamente en la figura de Guillermo VIII de Aquitania a partir de 1063.

## Historia

### Antecedentes
Los términos «Wasconia» y «wascones» o «wascones» aparecen en los textos de los cronistas francos (principalmente Fredegario) y visigodos desde finales del siglo VI, en los que no se delimitan con precisión sus límites. En las décadas anteriores al sometimiento de Aquitania (siglos VII y VIII hasta 768-769), el término geográfico es utilizado tanto por Fredegario como por el Cosmógrafo de Rávena para designar al territorio que se extendía hasta el río Loira, es decir, a la gran Aquitania del alto medievo. No obstante, a partir de 768, Vasconia abarca la Novempopulania, que se extendía entre el curso bajo del río Garona y la cordillera de los Pirineos, y también su vertiente sur, hasta la separación de Pamplona y las rebeliones vasconas entre 812 y 824. Con anterioridad, durante la Edad Antigua, Novempopulania había estado poblada por los aquitanos según describió Julio César en su obra De Bello Gallico, recibiendo -según algunos autores- población de los vascones, desplazados desde el territorio original en la península ibérica, a partir del siglo II.
En el año 418, los visigodos se instalaron en la región gracias a un pacto de federación o foedus acordado con Roma, pero tuvieron que abandonarla a partir del 507 como consecuencia de su enfrentamiento armado con los francos merovingios que, dirigidos por el rey Clodoveo I, resultaron vencedores en la batalla de Vouillé. Poco después, tras la muerte de Clodoveo en el 511, los herederos de la monarquía merovingia organizaron parte de sus posesiones del norte en torno a las entidades principales de Neustria y de Austrasia bajo el control directo de los soberanos ("Francia"), mientras que una parte del resto de sus posesiones territoriales se organizaban en entidades autónomas dirigidas por los oficiales poderosos del reino: condes, duques, patricios y rectores según la tradicional estructura merovingia de poder descentralizado.
En Wasconia y la periferia pirenaica del Vasconum saltus, las incursiones armadas y los enfrentamientos con los oficiales merovingios se hicieron frecuentes a partir del último tercio del siglo VI. Las crónicas de Venancio citan las luchas mantenidas hacia el 581 con el rey franco Chilperico I y el comes de Burdeos, Galactorio, mientras que Gregorio de Tours se refirió a las incursiones que tuvo que enfrentar el duque Austrobaldo en el 587. Estas expediciones coincidieron en el tiempo con diversas acciones militares que tenían lugar en el territorio de los vascones en Hispania y que han llevado a considerar a autores como Estornés Lasa que tales enfrentamientos se inscriben en una acción común en pro de la libertad nacional de una supuesta organización de vascones unidos. Sin embargo, no han llegado fuentes primarias de la época que confirmen esa coordinación de vascones en ambas vertientes de los Pirineos o que sugieran una alianza entre godos y francos frente a un enemigo común y aunque el cosmógrafo de Rávena distingue entre Spanoguasconia (referido a la actual Gascuña, no al sur de los Pirineos) y Guasconia (norte del Garona), tampoco existen conocimientos precisos sobre la organización interna de aquellos pueblos.

### Creación del ducado (602)

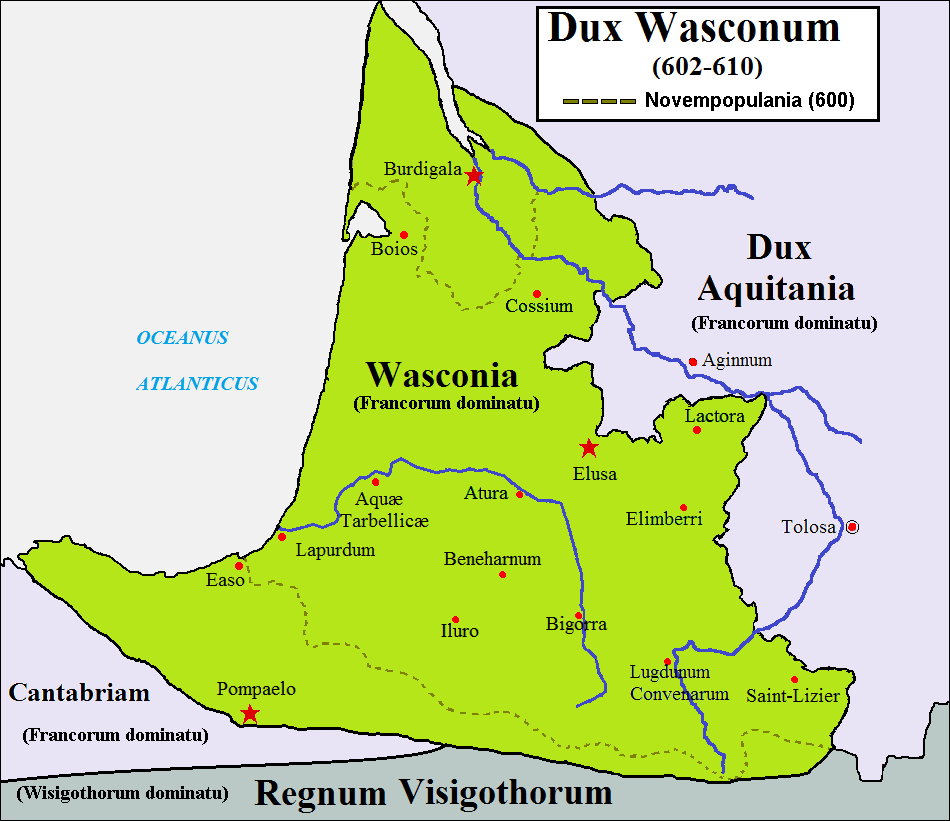
Ducado de Vasconia (c. 602-610).

En el año 602, los reyes Teoderico II y Teodeberto II decidieron constituir la Marca del ducado de Vasconia para, según considera Iñaki Bazán, ejercer un dominio militar mejor sobre la zona, de recaudación de impuestos y de administración de la justicia, disponiendo al frente al duque Genial. Más tarde, entre 635 y 638 el rey Dagoberto I emprendió una campaña de represión de los pobladores vascones que permitiría su sometimiento. En esta primera etapa, el Ducado se vertebró alrededor del río Garona, pero pronto se tiene noticia de su extensión hasta los Pirineos tras una expedición gigantesca enviada en el año 635 para reprimir a los vascones. Dagoberto amplía sus dominios en los años posteriores a toda la Vasconia, según se relata, con lo que se ha entendido que superaba el Pirineo hacia el sur. 
En 660, Félix, patricio de Toulouse, es nombrado duque de Vasconia y Aquitania. No solamente eso, sino que se libera de sus ataduras al poder central merovingio en Francia (Neustria y Austrasia). Le sucede Lope I hacia 673, de probable estirpe vascona, quien se enfrenta al visigodo Wamba hacia 674, cuando este penetra en la Vasconia norpirenaica hasta Auch para castigar el apoyo de Lope I a los rebeldes visigodos de Septimania (Pablo). Los años siguientes son oscuros, pero se sabe que Wamba se hizo con Pamplona hacia 674. En cualquier caso se afianza la independencia vasco-aquitana respecto del poder merovingio y visigodo.

### Periodo de mayor autonomía: Odón el Grande, Hunaldo y Gaiferos

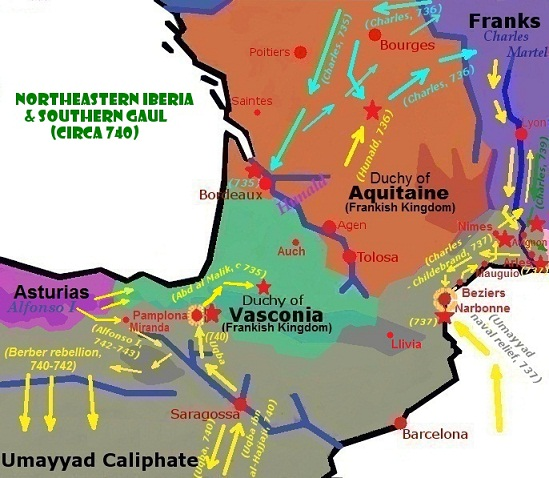
Ducado de Vasconia después de la batalla de Poitiers (734-743)

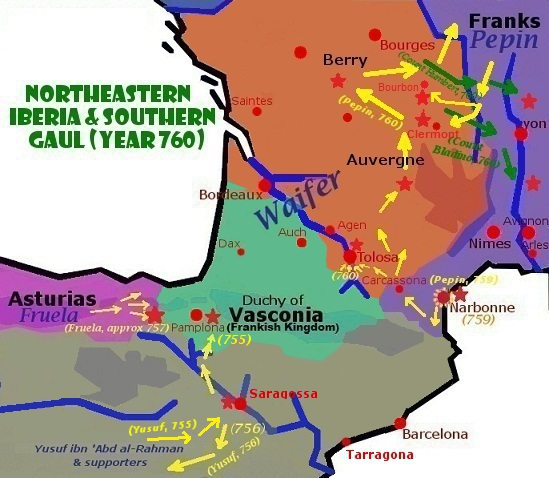
Ducado de Vasconia a ambos lados de los Pirineos (760)

Se da por seguro que el duque Eudón regía el Ducado durante la primera década de 700. No se conoce su procedencia étnica, pero su nombre y el de sus sucesores es franco. Entre 718 y 721 el principado de Aquitania tomó mayor autonomía durante el gobierno de Odón el Grande, Gran Duque militar que había derrotado a los musulmanes por largo tiempo hasta la caída de Carcasona y que con el apoyo de los vascones lograría progresar en la consolidación de la autonomía del principado, proseguida por los sucesivos Hunaldo y Gaiferos en oposición a la política usurpadora de los advenedizos Mayordomos de Palacio carolingios desde Carlos Martel. 
La respuesta real llegó durante los años 760, cuando el recién autoproclamado rey Pipino el Breve decidió combatir al príncipe Gaiferos y someter la Aquitania y Vasconia independientes. Fue necesaria una guerra terrible de 10 años, en la que Pipino no dudó en extender el terror y la destrucción en Aquitania para doblegar al duque independiente. Tras la muerte de Pipino, el duque Hunaldo II se negará a reconocer a sus hijos como herederos reales, y ambos hermanos, Carlomagno y Carlomán I, se movilizarán contra el duque aquitano. Tras una derrota del duque en 769 y haber alcanzado los francos las orillas del Garona, una representación de estos exigió bajo amenaza de guerra la entrega de la familia ducal aquitana refugiada en la fortaleza del duque de Vasconia, Lope II de Vasconia, posiblemente padre de Sancho I, Centollo, Jimeno y García (todos ellos duques de Vasconia sucesivamente). Con ello obtuvo también el reconocimiento u homenaje a la reciente instaurada dinastía usurpadora y sus príncipes herederos, Carlomán y Carlomagno.
Más tarde, durante la incursión de los francos en territorio peninsular de los vascones y musulmanes del Ebro, que finalizó en un desastre para los intereses francos, tras el episodio de Zaragoza y el broche del descalabro en Roncesvalles del año 778, se sospecha la participación organizativa del duque Lope o parientes asociados de este. Este había sido desplazado del poder ese mismo año al nombrar Carlomagno un nuevo conde en la plaza de Burdeos y su región. 
Poco después se reprodujeron con Carlomagno las disputas y actitudes de remisión a las que trató de poner fin militarmente contra el duque de Vasconia, al que aprovechó para ordenar ejecutar bajo los cargos de herejía (o apostasía por prácticas paganas), aunque reconoció a su hijo Sancho I, al parecer educado en Aquisgrán junto al hijo del Emperador, como duque titular en los territorios vascos.

### Reino de Aquitania y rebeliones en Vasconia
En 781, Carlomagno decidió finalmente delegar en su hijo heredero Ludovico Pío el recientemente instaurado Reino de Aquitania, incluyendo Vasconia (donde el vocablo Guasconia empezaba a derivar en Vasconia) y Septimania. No obstante, los duques vascones siguieron presentando batalla a los representantes condales carolingios de Burdeos, Fezensac y Toulouse. Adalrico, hijo de Lope II, duque de Vasconia o duque él mismo, hizo frente, secuestró y luego liberó a Torsón, conde carolingio de Toulouse. Carlomagno consideró las condiciones de su liberación humillantes y destituyó a Torsón, sustituyéndolo por su hombre de confianza Guillermo de Gellone. Este sometió a los vascones en 790, cuyos jefes aportaron tropas en la expedición de conquista de Barcelona en 801. 
No obstante, las disensiones entre grandes familias vasconas sobre sus alianzas con los carolingios sembraron el caldo de cultivo de las rebeliones que estallan en Pamplona hacia 812 y se expanden hacia el norte, propician la ascensión y caída del duque Seguin (o Sihimin, o Jimeno según algunos) en Burdeos, también la posterior rebelión sofocada en Dax por Ludovico Pío (817) y sucesivos nombramientos y relevos de Duques de Vasconia, que culminarán con la segunda batalla de Roncesvalles y posterior constitución del Reino de Pamplona.
A partir de entonces, el sur del Pirineo parece separarse definitivamente del Ducado, entendido a partir de entonces como entidad norpirenaica, cada vez más socavada por la feudalización y la colonización carolingia: reparto de tierras a la Iglesia franca y a personas no vasconas (hispano-visigodos, etc.), asignación de puestos clave a francos, burgundios y titulares ajenos a la tierra, cristianización (misión al Alto Pirineo en 778), fragmentación en pequeñas regiones feudales... Hasta 836 se sabe que el Ducado permaneció en estado de sublevación, año en el que el duque fue muerto ("sufrió una muerte horrible" según relatan las crónicas de la época). 
Los años siguientes estuvieron marcados por las guerras intestinas de sucesión dinástica, cuando los contendientes buscaron el dominio también sobre Vasconia. Pipino II buscó refugio con el duque Sancho Sánchez (Sans Sanción) en Vasconia, pero este optó finalmente por entregarlo a Carlos el Calvo y rendir homenaje a este en 853, última vez en que un duque vascón rinde pleitesía a un monarca carolingio.   
En el año 1063 se produjo la fusión del condado, llamado así por algunas fuentes, con el ducado de Aquitania, reunidos por Guillermo VIII.

### Dentro del ducado de Aquitania (1053-1453)
Tras el reinado de Sancho el Grande, Vasconia se distanció de nuevo de Pamplona. En 1053, Vasconia fue heredada y conquistada por el ducado de Aquitania. Así se convirtió en una parte del Imperio angevino en el siglo XII. El título ducal fue reempleado por Edward Longshanks y se formó una base de apoyo para los ingleses durante la guerra de los Cien Años. Se le ha llamado la primera colonia extranjera inglesa.
Inglaterra perdió Vasconia como consecuencia de su derrota en la guerra de los Cien Años, y la región desde entonces se convirtió en una parte permanente de Francia.

## Duques y condes de Vasconia
En la siguiente lista, los duques y condes de Vasconia se enumeran de acuerdo a sus nombres gascones (basados en la ortografía actual del gascón, no a la ortografía medieval, que fue cambiante).

### Duques francos
- Genial (602-626)
- Aijinio (626-638)
- Amando (636-660)
- Félix (660-670)
- Lope I (670-676/710[10])
- Odón I (688/692/700/710/715-735)
- Hunaldo I (735-748), abdicó, pudo haber regresado más tarde como Hunaldo II.
- Waifer (748-767)
- Hunaldo II (767-769), ya sea Hunaldo I reingresando o un diferente Hunaldo, huido de Lope II de Vasconia y fue entregado a Carlomagno.

### Casa de Vasconia
- Lope II (768 o 770-778 u 801)
- Sancho I (778 u 801-812)
- Jimeno I (812-816), en rebelión contra los francos
- García I (816-818), en rebelión contra los francos
- Lope III (818-819/823[10]), en rebelión contra los francos. Después de su muerte, el ducado se dividió: el Condado de Vasconia se segregó temporalmente del Ducado.

### Casa de Vasconia (Ducado)
- Jimeno II (819/823-846), conde de Burdeos y vasallo franco.
- Guillermo I (846-848/852[10])

### Casa de Vasconia (Condado)
- Aznar (820-836)
- Sancho II (836-855/864), luchó contra los francos desde 848 y finalmente se convirtió en duque de Vasconia.

### Casa de Vasconia (reunificación)
- Sancho II (848/852-855/864)
- Arnoldo (855-864[10] o solo 864)
- Sancho III (864-893)
- García II (893-930)
- Sancho IV (930-c.950)
- Sancho V (c.950-c.961)
- Guillermo II (c.961-996)
- Bernardo I (996-1009)
- Sancho VI (1009-1032)

### Casa de Poitiers
- Odón II (1032-1039)

### Casa de Armagnac
- Bernardo II (1039-1052)

### Casa de Poitiers
Después de 1053, el título de duque de Vasconia fue unificado con el de duque de Aquitania.
- Guillermo VIII de Aquitania (1052-1086)
- Guillermo IX de Aquitania (1086-1126)
- Guillermo X de Aquitania (1126-1137)
- Leonor de Aquitania (1137-1204)

### Casa de Plantagenet
Después de 1204, el título de duque de Vasconia fue conservado por los reyes de Inglaterra.
- Juan I (1204 - 1216)
- Enrique III (1216 - 1272)
- Eduardo I (1272 - 1307)
- Eduardo II (1307 - 1327)
- Eduardo III (1327 - 1377)
- Ricardo II (1377 - 1399)

### Casa de Lancaster
- Enrique IV (1399 - 1413)
- Enrique V (1413 - 1422)
- Enrique VI (1422 - 1453)